# Grasă de Cotnari
Il Grasa de Cotnari è un vitigno a bacca bianca romeno, coltivato in Romania, più precisamente nella regione storica della Moldavia a partire dal XV secolo.

## Caratteristiche
Il vitigno è caratterizzato da un'uva di media grandezza a forma cilindro-conica, spesso ramificata e ricca di acini distribuiti in modo non omogeneo di colore gialloverde e piccole chiazze color ruggine sulla superficie esposta al sole.
Viene coltivato in modo tradizionale a Cotnari nel distretto di Iași.